# John A. McClelland
John Alexander McClelland FRS (1 de diciembre de 1870 – 13 de abril de 1920) fue un físico irlandés conocido por su trabajo pionero sobre la dispersión de los rayos β, la conductividad de los gases y la movilidad de los iones.

## Biografía
McClelland era hijo de William McClelland de Dunallis, Coleraine, y recibió su educación en el Queen's College de Galway. En 1895 recibió una beca de la Royal University of Ireland y pasó de 1896 a 1900 en el Cavendish Laboratory, mientras cursaba un grado de investigación en Cambridge.
En 1900 fue nombrado Profesor de Física Experimental en la Universidad Colegio Dublín. Entre sus otros cargos, McClelland fue Comisionado de Educación Nacional, miembro del Senado de la Universidad Nacional de Irlanda y, en 1907, secretario de la Real Academia de Irlanda. Durante la Primera Guerra Mundial, fue miembro del Comité de Invenciones y del Comité de Organización en Investigación Industrial.
En 1909 fue elegido miembro de la Royal Society y en 1917 fue galardonado con la medalla Boyle de la Royal Dublin Society.
En 1901 se casó con Ina Esdale. Tuvieron cinco hijos.
John A. McClelland murió el 13 de abril de 1920.